# Yakety Sax

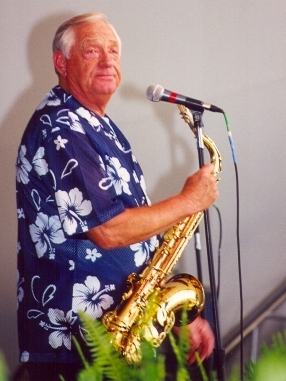
Boots Randolph - Foto de marzo de 2000.

«Yakety Sax» es una canción sencilla de 1963 en formato de 45 rpm, escrita por Boots Randolph y James Q. "Spider" Rich. 
La composición incluye elementos de algunas variaciones de tonadas en violín como "Chicken Reel" y fue escrita especialmente para el show de un local llamado "The Armory" en Hopkinsville, Kentucky. Se incluye también un compás de la marcha militar de 1897, por Julius Fučík, "La Entrada de los Gladiadores". 
Esta pieza musical no debe confundirse con la canción de Leiber y Stoller, "Yakety Yak", grabada en 1958 por The Coasters. La melodía es similar y ambos utilizan un "Saxo yakety" para su interpretación pero contienen una marcada diferencia. Randolph grabó una versión preliminar de "Yakety Sax" el mismo año para RCA Victor pero no llegó a la fama hasta la nueva producción de Monument Records.

## En la cultura popular
Yakety Sax se utiliza frecuentemente dentro de la cultura popular como fondo musical para ilustrar situaciones humorísticas. Se utiliza frecuentemente en actos de comedia. 
- Se usaba asiduamente en el programa cómico El Show de Benny Hill para acompañar escenas mudas, en alta velocidad y generalmente para una persecución.
- Esta canción fue utilizada en el film V for Vendetta durante el show de Deitrich, como homenaje al Show de Benny Hill.
- También se utilizó en la película Asterix & Obelix: Misión Cleopatra cuando los galos escapan de la pirámide en la oscuridad.
- Se utilizó como cortina de apertura para el programa The Daily Show con Jon Stewart el 5 de abril de 2006, el episodio especial llamado "Afrospanicindioasianization"[1]
- También se utiliza en algunos videos humorísticos.